# Občina Juršinci
Občina Juršinci je ena od občin v Republiki Sloveniji.
Ozemlje Juršincev zavzema del vinorodnega gričevja Slovenskih goric na obeh straneh regionalne ceste Ptuj-Juršinci-Gornja Radgona ter Pesniške doline.

## Naselja v občini
Bodkovci, Dragovič, Gabrnik, Gradiščak, Grlinci, Hlaponci, Juršinci, Kukava, Mostje, Rotman, Sakušak, Senčak pri Juršincih, Zagorci

## Dejavnosti
Prebivalci se pretežno ukvarjajo z vinogradništvom, sadjarstvom, živinorejo, poljedelstvom in trsničarstvom.
Delavci so zaposleni v bližnjih in oddaljenih mestih (Ptuj, Murska Sobota, Maribor), tudi v drugih državah (Hrvaška, Avstrija ...), saj v občini ni nekih industrijskih ali drugih obratov, pa tudi samostojnih podjetnikov je malo.
Juršinci so znani predvsem po trsničarstvu, saj Trsničarsko zadrugo Juršinci poznajo po vsej Evropi. Zelo pogosti so izvozi cepljenk v sosednje dežele, tudi v Rusijo, Ukrajino itd..

## Javne zgradbe, zavodi in podjetja
Javne zgradbe, zavodi in podjetja v središču Juršinc so: Osnovna šola Juršinci, vrtec, dom upokojencev,ambulanta, zabozdravstveni zavod, pošta, župnijski urad (cerkev), občina, bencinska črpalka, nekaj gostiln in kmetijska zadruga.
.

## Zgodovina
Leta 1905 je bila ustanovljena prva Trsničarska zadruga na Spodnjem Štajerskem. Leta 1906 pa se je tukaj ustanovila cerkev Sv. Lovrenca. Občino Jušinci so ustanovili decembra leta 1994. Nastala je iz celotnega območja Juršincev in naselja Hlaponci.

## Znamenitosti v občini
Tukaj stoji tudi spomenik padlim vojaške čete v I. svetovni vojni in  spomenik padlim v II. svetovni vojni. Društvo za ohranjanje in razvijanje dediščine, Herbersteinova klet, Društvo rojaka Janeza Puha, Kud Dr. Anton Slodnjak, Trsničarska zadruga Juršinci ipd. pa so značilnosti te preproste vasice.